# Telltale Games
Telltale Incorporated, hay còn có tên là Telltale Games, là một nhà phát triển trò chơi điện tử của Mỹ có trụ sở tại San Rafael, California. Công ty được thành lập vào tháng 6 năm 2004 bởi Kevin Bruner, Dan Connors và Troy Molander. 
Nhiều trò chơi do Telltale Games phát triển được phát hành theo từng tập (giống như một series phim). Công ty sử dụng một công cụ trò chơi độc quyền, Telltale Tool, được phát triển nội bộ kể từ khi thành lập công ty.
Hầu hết các sản phẩm của Telltale là các trò chơi phiêu lưu dựa trên các bộ phim, truyện tranh, truyền hình và trò chơi điện tử nổi tiếng.
Tựa game đột phá quan trọng của Telltale, The Walking Dead, dựa trên loạt truyện tranh cùng tên, đã mang lại cho người chơi khả năng đưa ra các lựa chọn có thể ảnh hưởng trực tiếp đến các sự kiện trong game hoặc các phần tiếp theo của trò chơi,giúp cho người chơi có thể tự tương tác với cốt truyện và khiến cho cốt truyện của game đi theo những kịch bản khác nhau tùy thuộc vào lựa chọn của người chơi. The Walking Dead đã nhận được đánh giá rất cao từ các nhà phê bình và là một trong những tựa game hay nhất năm 2012.
Tiếp nối thành công của The Walking Dead, Telltale đã ra mắt một loạt các tựa game với cách tiếp cận người chơi tương tự, như The Wolf Among Us, Tales from the Borderlands, Game of Thrones, Minecraft: Story Mode, Batman: The Telltale Series… và hầu hết nhận được phản ứng rất tích cực từ các nhà phê bình. Series The Walking Dead cũng được tiếp nối với hai tựa game là The Walking Dead: Season Two và The Walking Dead: A New Frontier.
Vào tháng 9 năm 2018, Telltale tuyên bố phá sản, sa thải 225/250 nhân viên. Tất cả các trò chơi đang trong quá trình sản xuất đã bị hủy bỏ, để lại vô vàn nuối tiếc cho cộng đồng game thủ trên toàn thế giới. 
Sau một cuộc đàm phán vào tháng 2 năm 2019, ngày 28 tháng 8 năm 2019, LCG Entertainment đã mua vài tài sản quan trọng của Telltale Games, tuyên bố rằng họ sẽ tái khởi động công ty nói rằng "Telltale Games" là tên thương hiệu, hoạt động ở Malibu, California, với một studio phụ ở Corte Madera, California.

## Các tựa game đã được phát hành
| Tên tựa game                                 | Ngày phát hành | Số tập                                 | Nền tảng                                                           |
| -------------------------------------------- | --- | -------------------------------------- | ------------------------------------------------------------------ |
| Telltale Texas Hold'em                       | ngày 11 tháng 2 năm 2005                                                                                             | 1 episode                              | Win                                                                |
| Bone: Out from Boneville                     | ngày 15 tháng 9 năm 2005                                                                                             | 1 episode                              | Win, macOS                                                         |
| CSI: 3 Dimensions of Murder                  | ngày 21 tháng 3 năm 2006                                                                                             | 5 episodes                             | Win, PS2                                                           |
| Bone: The Great Cow Race                     | ngày 12 tháng 4 năm 2006                                                                                             | 1 episode                              | Win                                                                |
| Sam & Max Save the World                     | ngày 17 tháng 10 năm 2006—ngày 26 tháng 4 năm 2007                                                                   | 6 episodes                             | Win, Wii, X360                                                     |
| CSI: Hard Evidence                           | ngày 25 tháng 9 năm 2007                                                                                             | 5 episodes                             | Win, macOS, Wii, X360                                              |
| Sam & Max Beyond Time and Space              | ngày 8 tháng 11 năm 2007—ngày 10 tháng 4 năm 2008                                                                    | 5 episodes                             | iOS, Win, macOS, PS3, Wii, X360                                    |
| Strong Bad's Cool Game for Attractive People | ngày 11 tháng 8 năm 2008—ngày 15 tháng 12 năm 2008                                                                   | 5 episodes                             | Win, macOS, PS3, Wii                                               |
| Wallace & Gromit's Grand Adventures          | ngày 24 tháng 3 năm 2009—ngày 30 tháng 7 năm 2009                                                                    | 4 episodes                             | iOS, Win, X360                                                     |
| Tales of Monkey Island                       | ngày 7 tháng 7 năm 2009—ngày 8 tháng 12 năm 2009                                                                     | 5 episodes                             | iOS, Win, macOS, PS3, Wii                                          |
| CSI: Deadly Intent                           | ngày 20 tháng 10 năm 2009                                                                                            | 5 episodes                             | Win, Wii, X360                                                     |
| Sam & Max: The Devil's Playhouse             | ngày 15 tháng 4 năm 2010—ngày 30 tháng 8 năm 2010                                                                    | 5 episodes                             | iOS, Win, macOS, PS3                                               |
| Nelson Tethers: Puzzle Agent                 | ngày 30 tháng 6 năm 2010                                                                                             | 1 episode                              | iOS, Win, macOS, PS3                                               |
| CSI: Fatal Conspiracy                        | ngày 26 tháng 10 năm 2010                                                                                            | 5 episodes                             | Win, PS3, Wii, X360                                                |
| Poker Night at the Inventory                 | ngày 22 tháng 11 năm 2010                                                                                            | 1 episode                              | Win, macOS                                                         |
| Back to the Future: The Game                 | ngày 22 tháng 12 năm 2010—ngày 23 tháng 6 năm 2011                                                                   | 5 episodes                             | iOS, Win, macOS, PS3, PS4, Wii, X360, XONE                         |
| Puzzle Agent 2                               | ngày 30 tháng 6 năm 2011                                                                                             | 1 episode                              | iOS, Win, macOS                                                    |
| Jurassic Park: The Game                      | ngày 15 tháng 11 năm 2011                                                                                            | 4 episodes                             | iOS, Win, macOS, PS3, X360                                         |
| Law & Order: Legacies                        | ngày 22 tháng 12 năm 2011—ngày 29 tháng 3 năm 2012                                                                   | 7 episodes                             | iOS, Win, macOS                                                    |
| The Walking Dead                             | ngày 24 tháng 4 năm 2012—ngày 20 tháng 11 năm 2012 ngày 2 tháng 7 năm 2013 (400 Days)                                | 5 episodes 1 episode (400 Days)        | Android, iOS, Win, macOS, PS3, PS4, Vita, NS, X360, XONE           |
| Poker Night 2                                | ngày 24 tháng 4 năm 2013                                                                                             | 1 episode                              | iOS, Win, macOS, PS3, X360                                         |
| The Wolf Among Us                            | ngày 11 tháng 10 năm 2013—ngày 8 tháng 7 năm 2014                                                                    | 5 episodes                             | Android, iOS, Win, macOS, PS3, PS4, Vita, X360, XONE               |
| The Walking Dead: Season Two                 | ngày 17 tháng 12 năm 2013—ngày 26 tháng 8 năm 2014                                                                   | 5 episodes                             | Android, iOS, Win, macOS, PS3, PS4, Vita, NS, X360, XONE           |
| Tales from the Borderlands                   | ngày 25 tháng 11 năm 2014—ngày 20 tháng 10 năm 2015                                                                  | 5 episodes                             | Android, iOS, Win, macOS, PS3, PS4, X360, XONE                     |
| Game of Thrones                              | ngày 2 tháng 12 năm 2014—ngày 17 tháng 11 năm 2015                                                                   | 6 episodes                             | Android, iOS, Win, macOS, PS3, PS4, X360, XONE                     |
| Minecraft: Story Mode                        | ngày 13 tháng 10 năm 2015—ngày 29 tháng 3 năm 2016 ngày 7 tháng 6 năm 2016—ngày 13 tháng 9 năm 2016 (Adventure Pass) | 8 episodes 5 episodes (Adventure Pass) | Android, iOS, Win, macOS, PS3, PS4, Wii U, NS, X360, XONE, Netflix |
| The Walking Dead: Michonne                   | ngày 23 tháng 2 năm 2016—ngày 26 tháng 4 năm 2016                                                                    | 3 episodes                             | Android, iOS, Win, macOS, PS3, PS4, X360, XONE                     |
| Batman: The Telltale Series                  | ngày 2 tháng 8 năm 2016—ngày 13 tháng 12 năm 2016                                                                    | 5 episodes                             | Android, iOS, Win, PS3, PS4, NS, X360, XONE                        |
| The Walking Dead: A New Frontier             | ngày 20 tháng 12 năm 2016—ngày 30 tháng 5 năm 2017                                                                   | 5 episodes                             | Android, iOS, Win, PS4, NS, XONE                                   |
| Guardians of the Galaxy: The Telltale Series | ngày 18 tháng 4 năm 2017—ngày 7 tháng 11 năm 2017                                                                    | 5 episodes                             | Android, iOS, Win, macOS, PS4, NS, XONE                            |
| Minecraft: Story Mode – Season Two           | ngày 11 tháng 7 năm 2017—ngày 19 tháng 12 năm 2017                                                                   | 5 episodes                             | Android, iOS, Win, Mac, PS4, X360, XONE, NS                        |
| Batman: The Enemy Within                     | ngày 8 tháng 8 năm 2017—ngày 27 tháng 3 năm 2018                                                                     | 5 episodes                             | Android, iOS, Win, PS4, XONE, NS                                   |
| The Walking Dead Collection                  | ngày 5 tháng 12 năm 2017                                                                                             | 19 episodes                            | PS4, XONE                                                          |
| The Walking Dead: The Final Season           | ngày 14 tháng 8 năm 2018—ngày 18 tháng 12 năm 2018                                                                   | 4 tập                                  | Win, PS4, XONE, NS                                                 |
| The Wolf Among Us: Season Two                | Hủy bỏ | —                                      | Android, iOS, Win, PS4, XONE                                       |
| Game of Thrones: Season Two                  | Hủy bỏ | —                                      | Android, iOS, Win, PS4, XONE                                       |
| Untitled Stranger Things game                | Hủy bỏ | —                                      | —                                                                  |

1. ↑  Includes all episodes from The Walking Dead: Season One, 400 Days, Season Two, Michonne, and A New Frontier